# Orbiliales
Orbiliales är en ordning av svampar. Orbiliales ingår i klassen Orbiliomycetes, divisionen sporsäcksvampar och riket svampar.
| Orbiliales | \| \| Orbiliaceae \| \| \| \| |
|            | \| \| Orbiliaceae \| \| \| \| |
|            | Orbiliaceae                   |
|            |                               |

|  | Orbiliaceae |
|  |             |

## Externa länkar

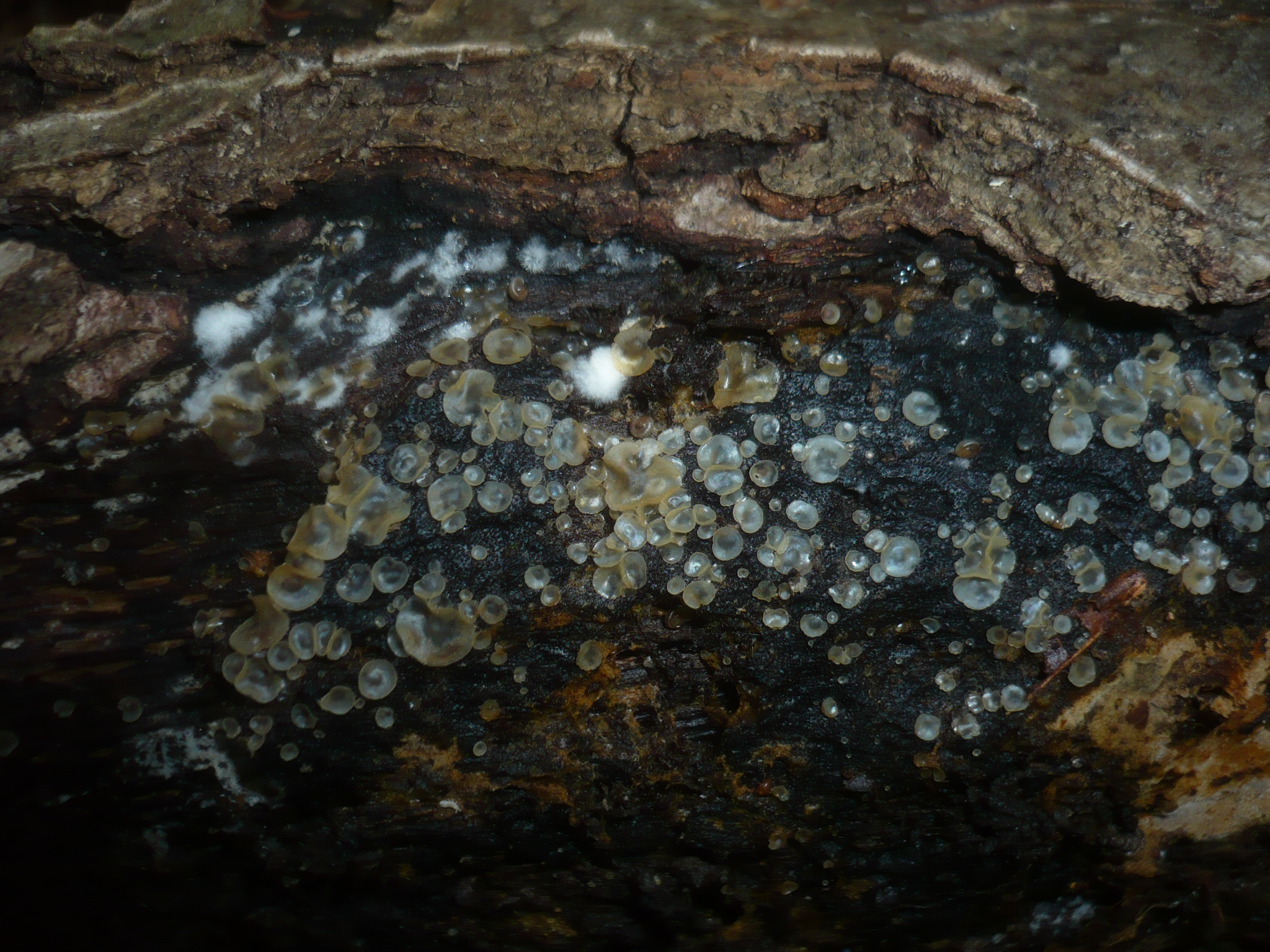
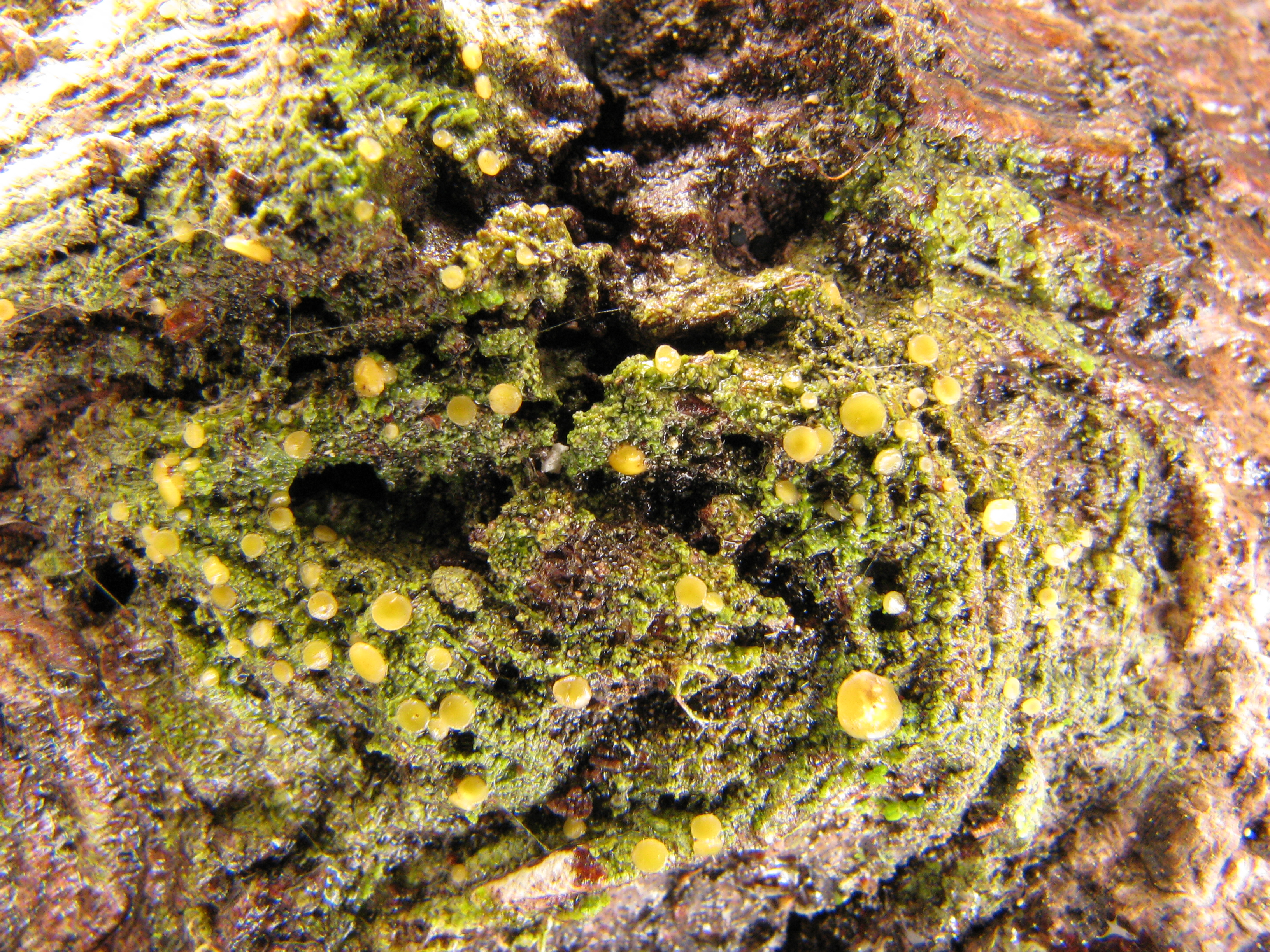
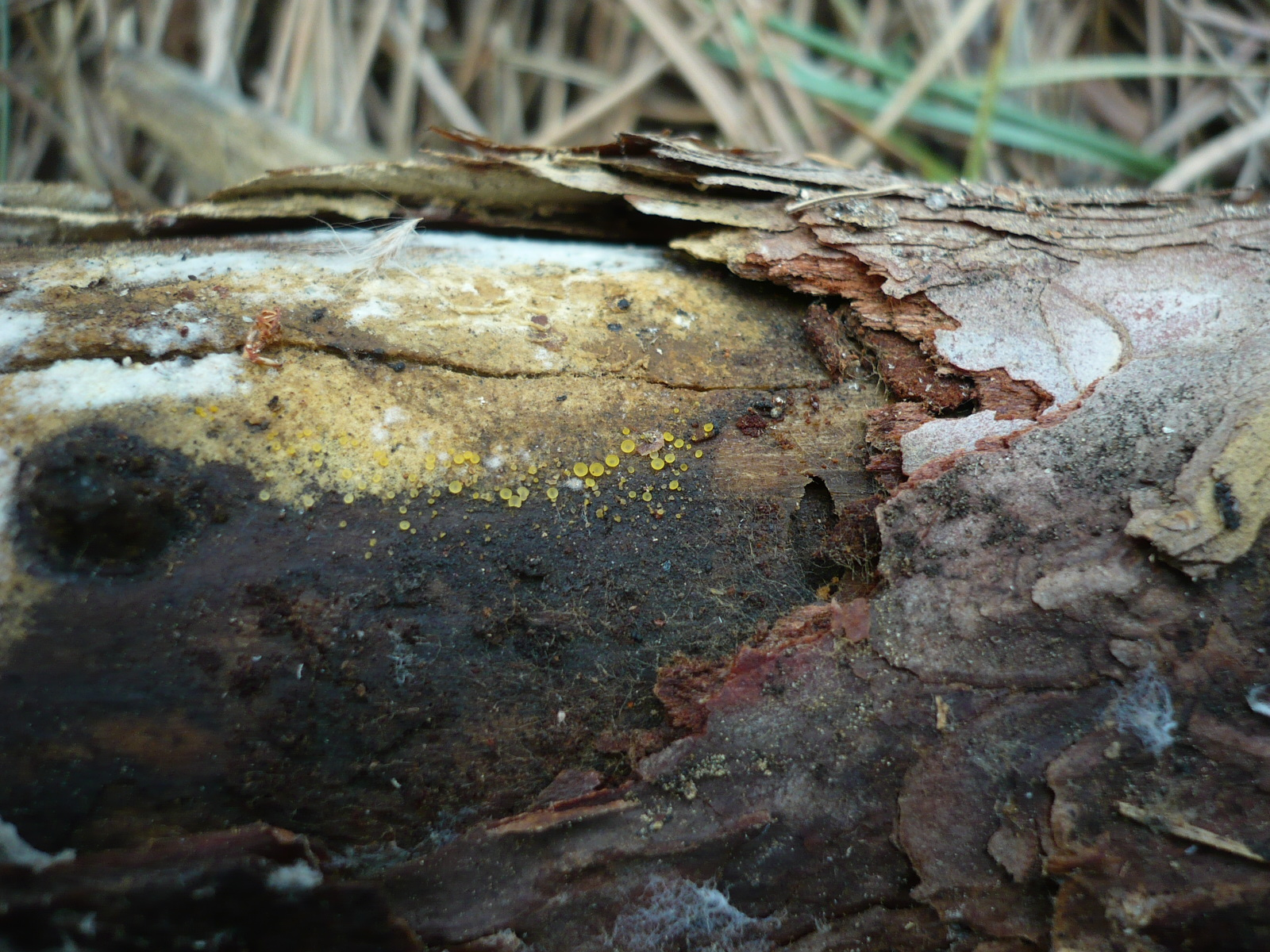
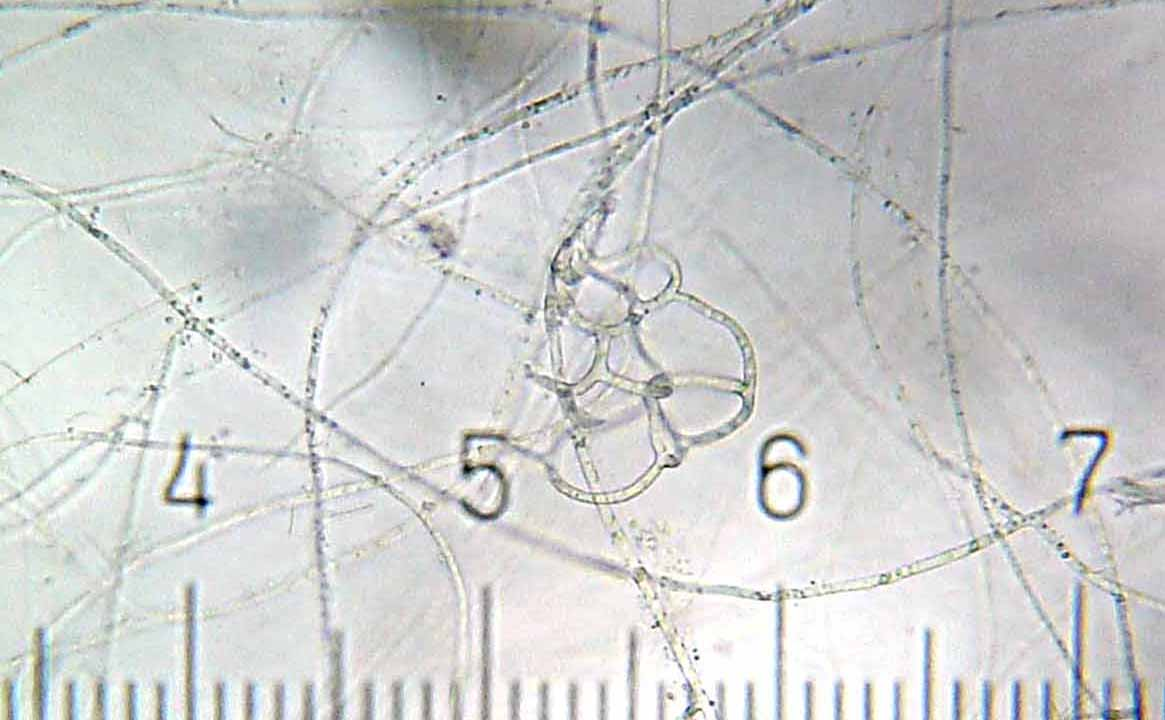
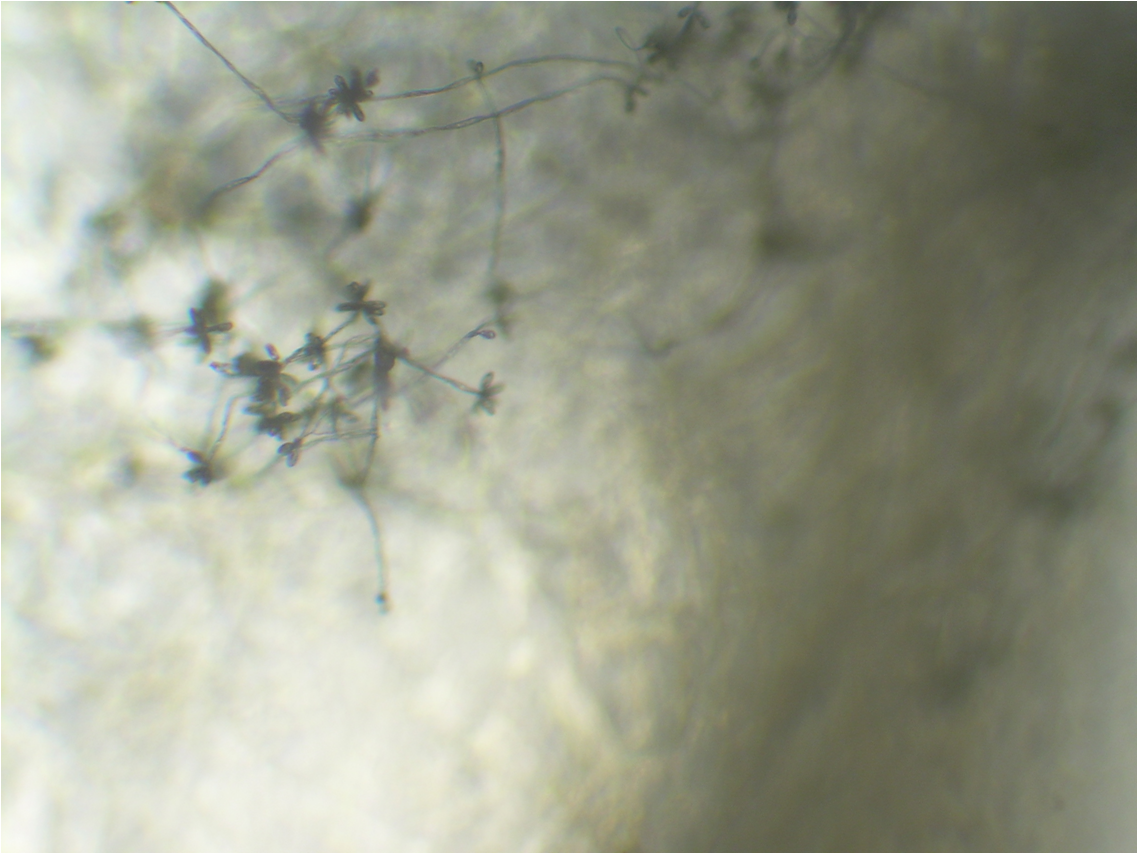
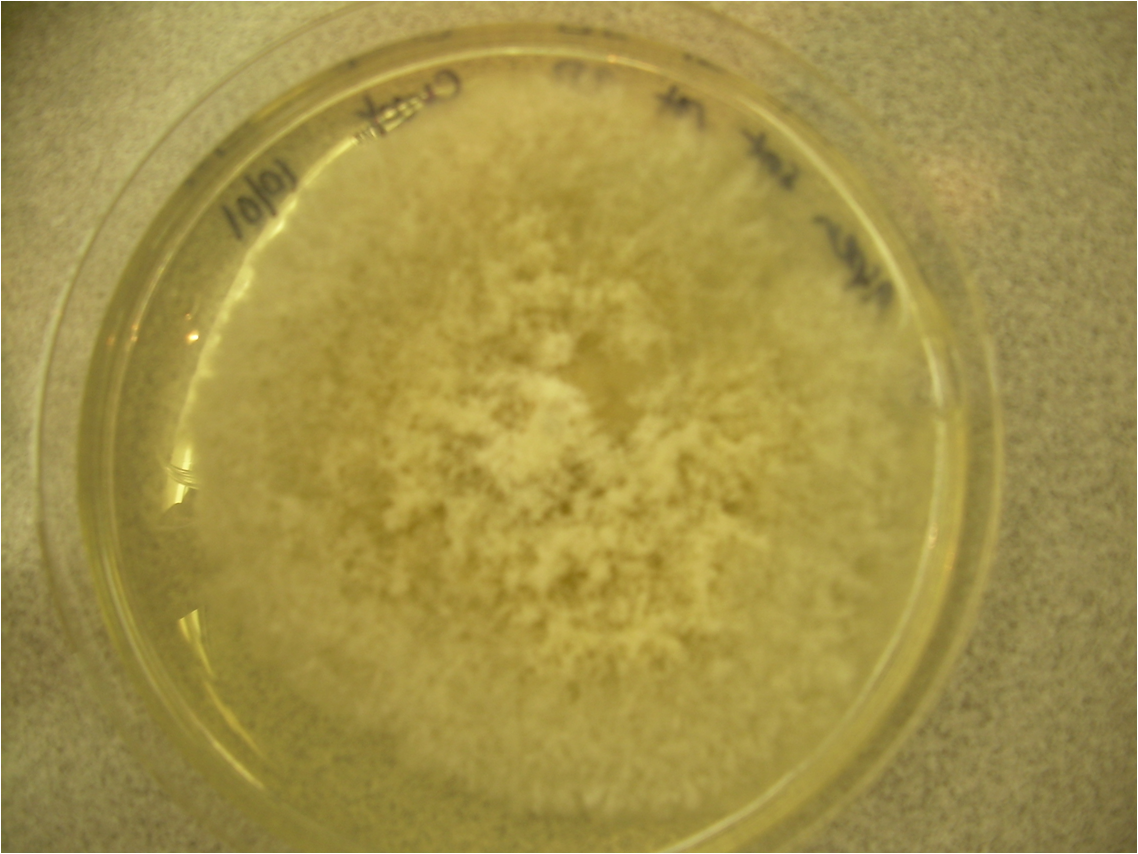
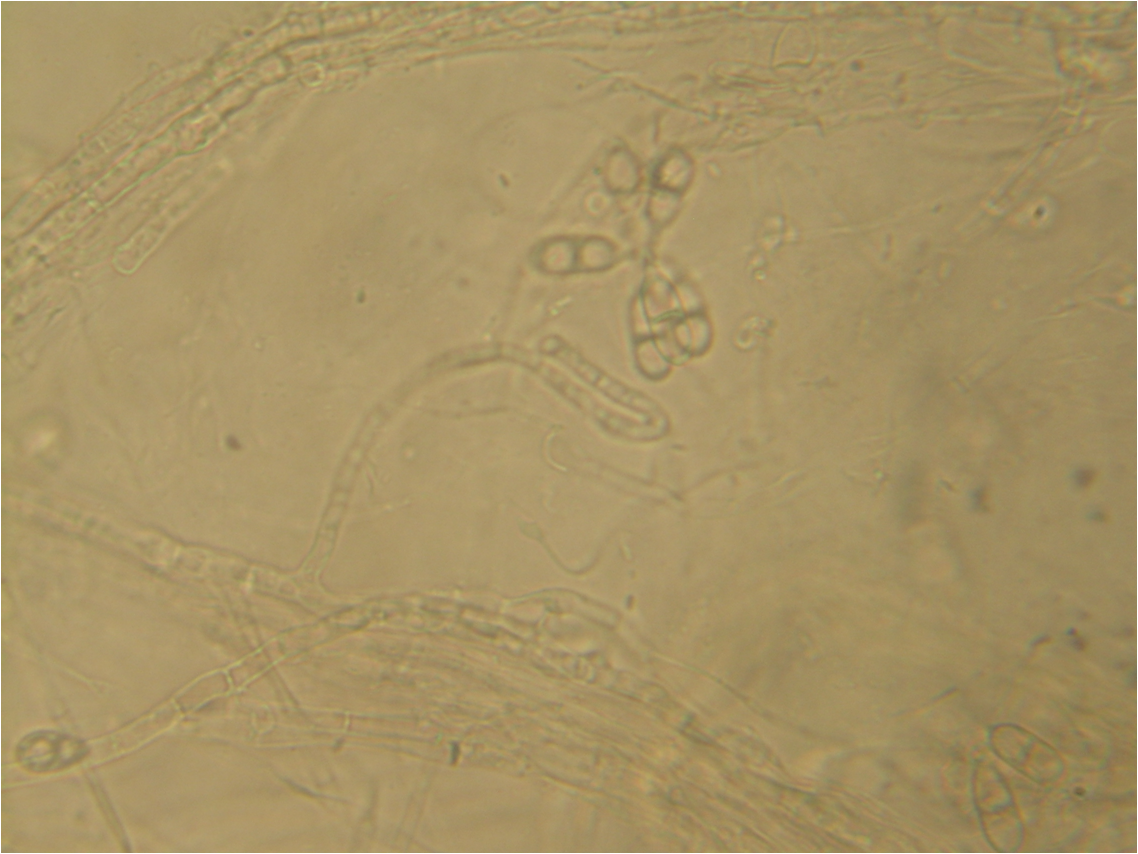
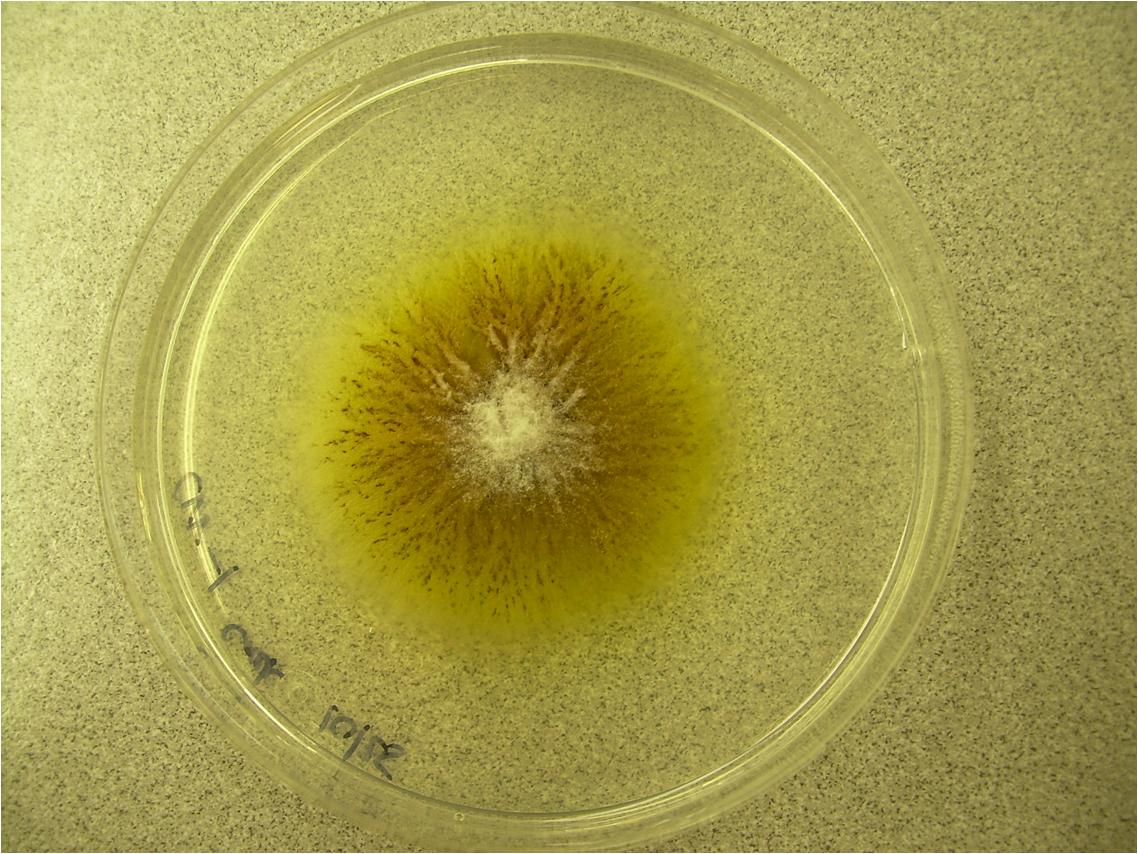
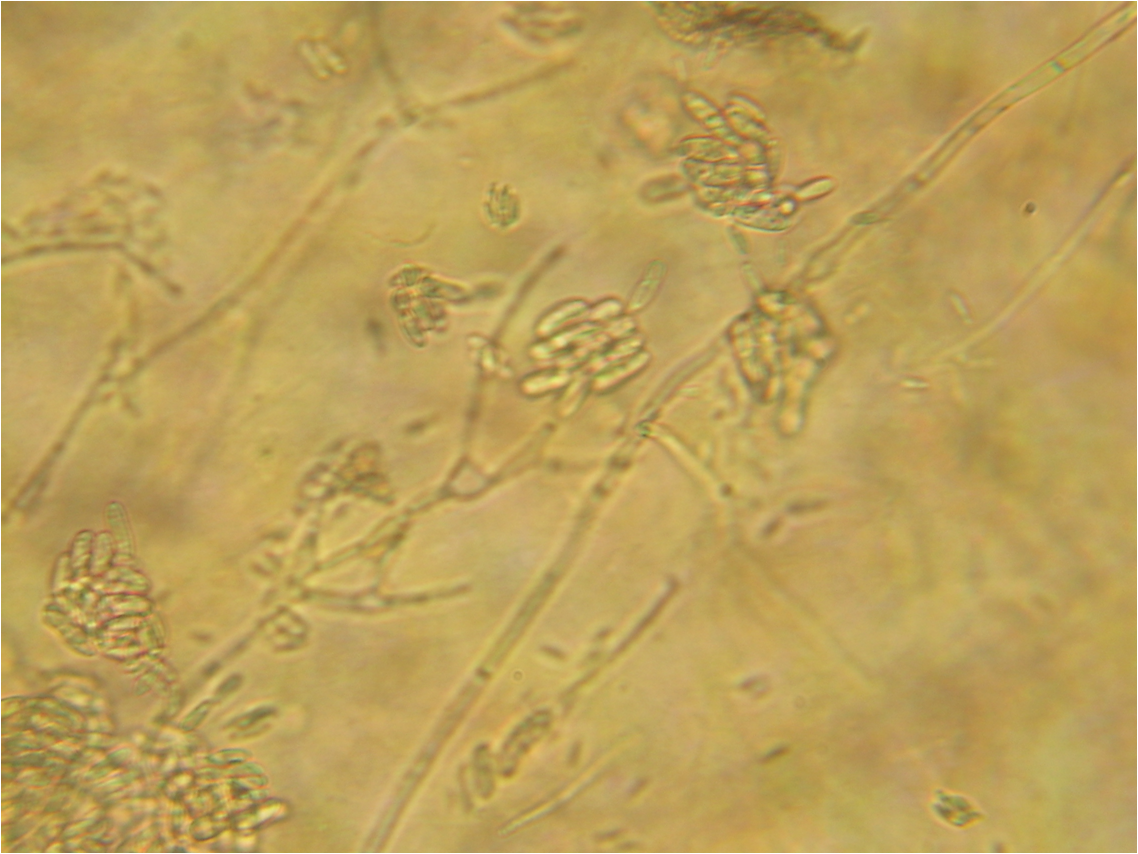
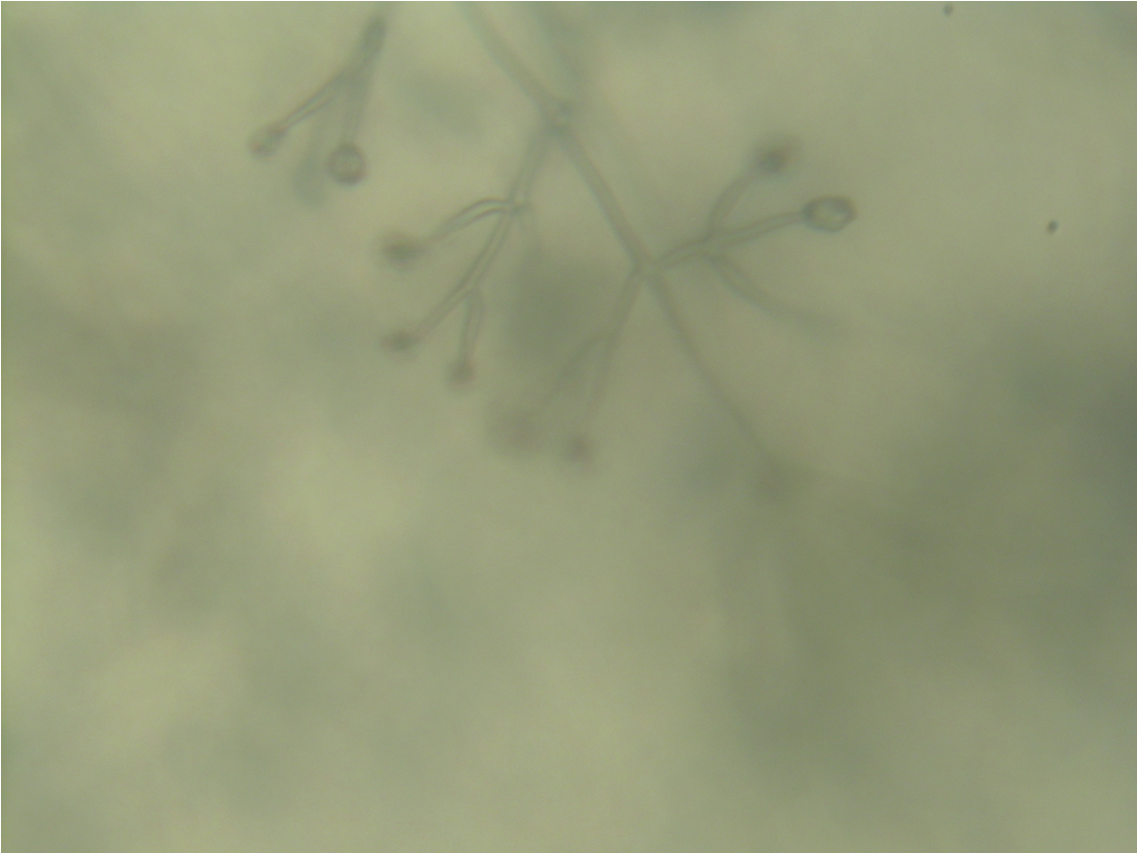
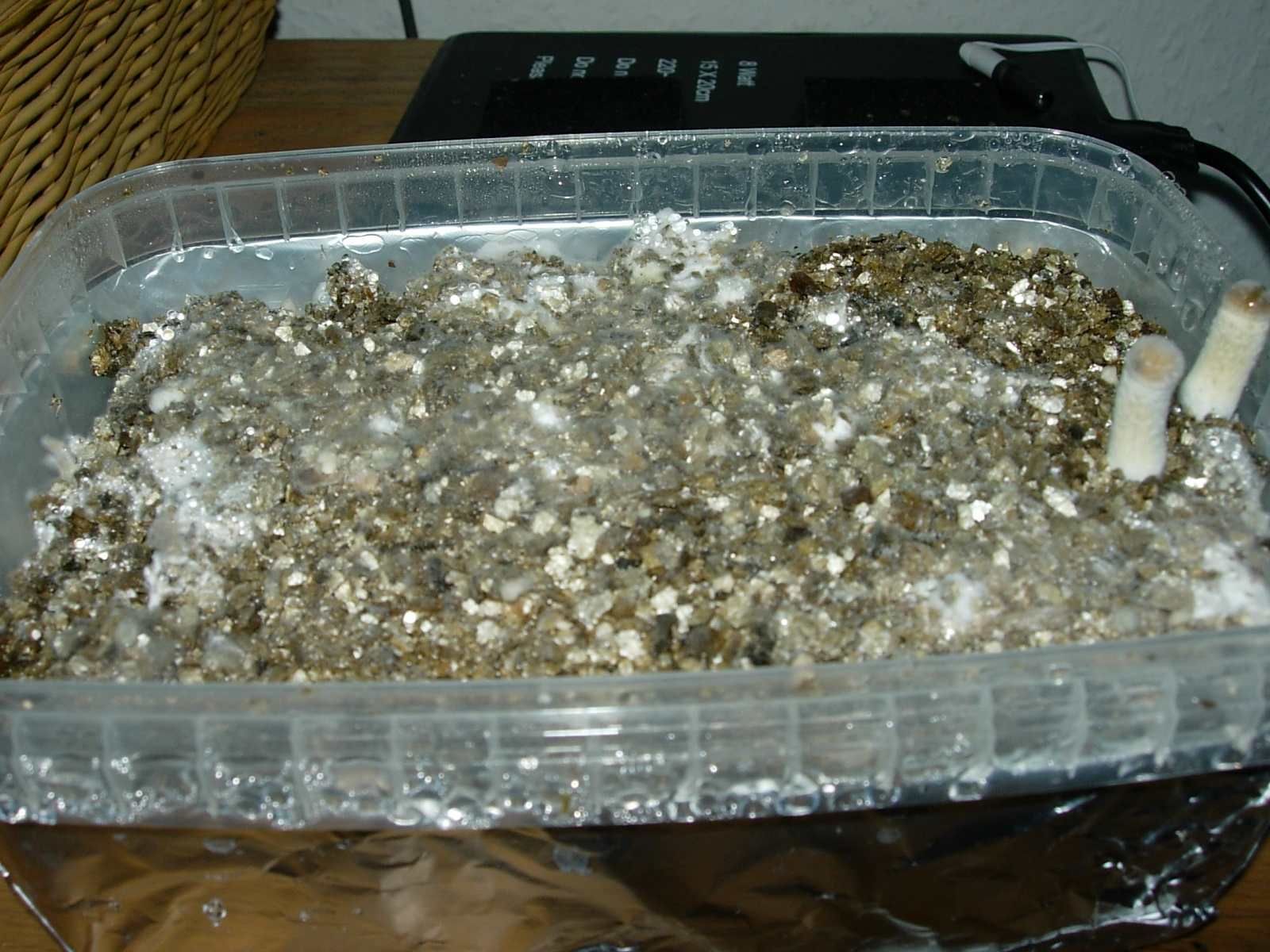
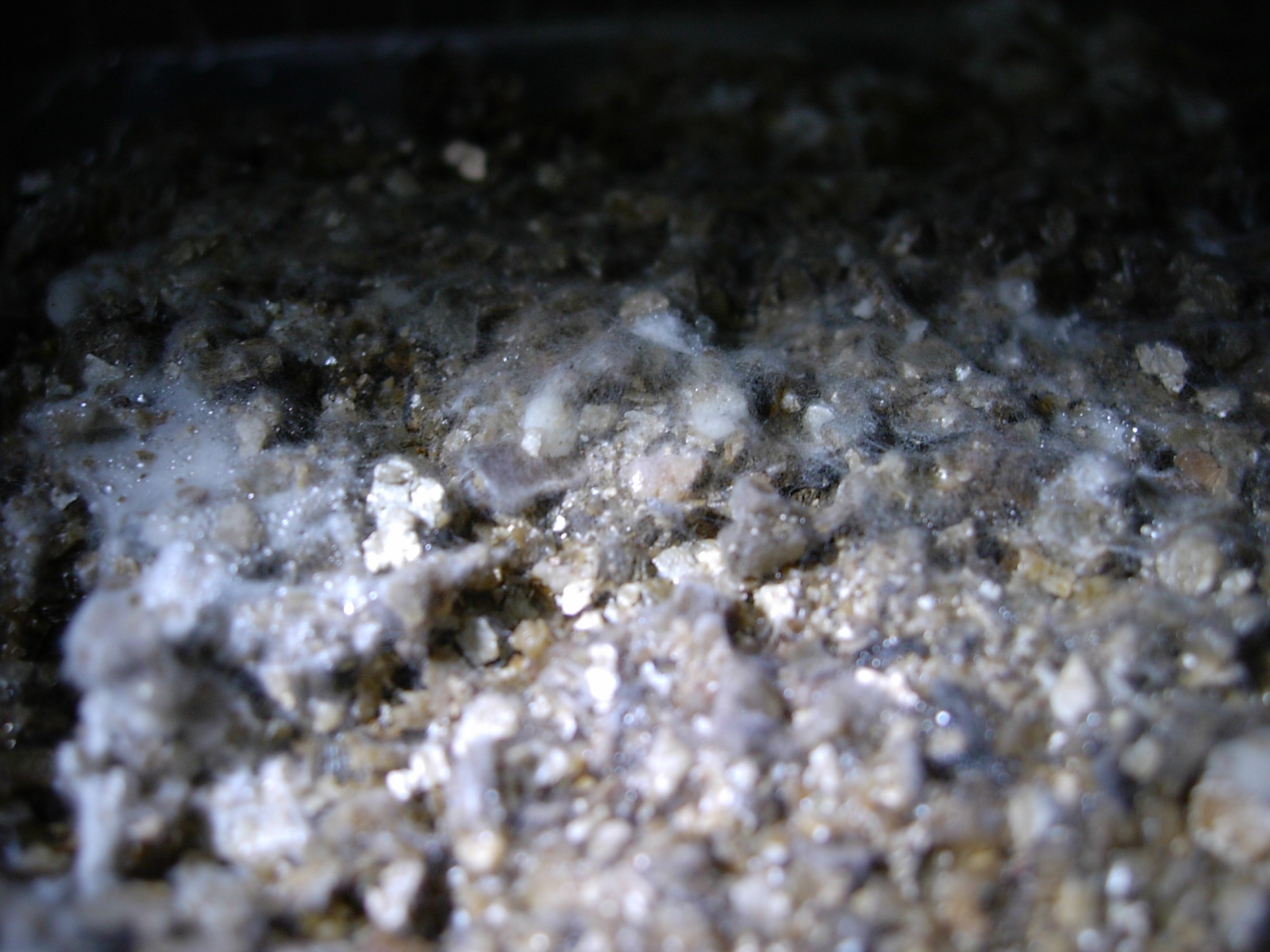